# Buffy och vampyrerna (säsong 4)
Buffy och vampyrerna (säsong 4) sändes 1999–2000. Man får följa Dråparen Buffy Summers och hennes vänner när de börjar på universitetet. Men i Sunnydale är det aldrig lugnt, en militär-organisation, The Initiative, håller på med ett stort hemligt projekt under ledning av Maggie Walsh. Hon håller på att skapa hybriden Adam, men när Adam bryter sig ut från laboratoriet uppstår en farlig situation.

## Sammanfattning av säsong 4
I tredje säsongen sprängdes Sunnydale High School i luften. Giles, som var skolans bibliotekarie, är därför arbetslös och tillbringar sina dagar hemma. Xander bor i sina föräldrars källare och betalar hyran genom att ta diverse tillfälliga arbeten. Samtidigt börjar Willow och Buffy det omtumlande livet på college. Utspridda på olika platser får de nya intressen, både gällande fritidsvarianten och kärleksvarianten. Giles tar upp bekantskapen med en väninna från England, Olivia, men hon tycker att det demoniska livet i Sunnydale är lite väl magstarkt. Xander faller för den envetna Anya, som drömt om honom sedan skolbalen. Anyas rättframma sätt försätter ofta Xander i pinsamma situationer, men å andra sidan slipper han missförstånd i förhållandet.
Willows pojkvän Oz lämnar Sunnydale för att få kontroll över varulven inom sig. Willow blir till en början helt förkrossad men återhämtar sig. I en häxgrupp på college hittar hon en ny vän i Tara Maclay, senare utvecklas vänskapen till ett seriöst kärleksförhållande. Då Oz återvänder står Willow inför det svåra beslutet att välja mellan Oz och Tara. Oz kan kontrollera varulven inom sig under fullmåne, men det är desto svårare vid starka känslor som sorg, ilska, smärta eller rädsla. Dessa känslor uppstår då Oz upptäcker Willows och Taras förhållande. Willow väljer Tara och Oz lämnar då Sunnydale för gott.
För Buffy är det kanske aldrig möjligt att komma över Angel men hon hittar till slut vad hon behöver, en normal kille som ger trygghet, Riley. Uppväxt på en gård i Iowa jobbar han nu som lärarassistent åt Maggie Walsh, som är professor i psykologi, på universitetet. Ytterligare en tillökning i årets skara står vampyren Spike för. Efter att Drusilla har dumpat honom en andra gång återvänder han till Sunnydale för att söka hämnd på Buffy. Med sig har han sin nya flickvän Harmony Kendall. Harmony som är en gammal skolkamrat till gänget blev förvandlad till vampyr på examensdagen. Revanschplanerna går dock i stöpet då Spike blir tillfångatagen av militärer och bortförd till ett underjordiskt laboratorium. Då han lyckas fly upptäcker han till sin fasa att han inte skadar människor längre, endast onda varelser. För att skydda sig mot soldaterna söker han hjälp hos Buffy och hennes vänner. De bestämmer sig för att hålla honom fången tills han berättat allt han vet om det mystiska laboratoriet.
Buffys nya normala förhållande tar en oväntad vändning då Riley visar sig jobba som specialagent för en hemlig militärorganisation, The Initiative, som leds av Maggie Walsh, som är mycket intresserad av Buffys kall som Dråparen. Till gängets stora förtret värvas Buffy av The Initiative, men i samma avsnitt försöker Maggie Walsh mörda henne eftersom hennes frågvishet leder henne för nära Maggies stora hemliga projekt. Maggies visioner visar sig dock vara för stora, och för psykopatiska. Hennes hemliga projekt, demonen/människan/roboten Adam, är utom kontroll och dödar henne innan han bryter sig ut från laboratoriet för att upptäcka världen. 
Willow känner sig ensam i sin sorg efter Oz eftersom Xander är med sin nya flickvän Anya, och Buffy prioriterar sitt kall och sin nya pojkvän Riley. Men då Willow använder magi för att få sin vilja igenom skapar hon omedvetet ett kaos. Giles blir blind, oändligt många demoner attackerar Xander och framför allt: Spike och Buffy ska gifta sig. I ett annat avsnitt har skräckdemoner tagit stadens förmåga att tala så gänget måste besegra demonerna under total tystnad. Säsongen bjuder också på återseenden av gamla bekanta. Vampyren Angel, som varit Buffys stora kärlek men som lämnade Sunnydale för att ge Buffy ett lyckligare liv, återvänder en kort period. I Los Angeles får man följa honom i hans egen serie Angel (TV-serie). Där träffar Angel halvdemonen Allen Francis Doyle som får syner av personer i behov av hjälp. De mäktiga krafter som skickar visionerna har utsett Angel till sin förkämpe, så tillsammans med Doyle och Cordelia Chase hjälper Angel nu de hopplösa. Cordelia har flyttat till Los Angeles i syfte att bli en skådespelerska. Under året har Buffy skickat The Gem of Amar till Angel, och senare får Doyle en vision om att Buffy är i fara på Thanksgiving. Då Angel inte visar sig för Buffy när han är i staden åker hon till Los Angeles och gästspelar i ett avsnitt av serien Angel. Dessutom kommer Angel till Sunnydale ytterligare en gång för att be om ursäkt för något som hänt under Buffys andra besök i Los Angeles.
En annan person som kommer tillbaka är Dråparen Faith Lehane. Hon vaknar upp ur sin koma och försöker hämnas på Buffy. Men Faith är efterlyst av både polis och Väktarrådet. Endast en mycket avancerad plan kan hjälpa henne, med magi byter Faith kropp med Buffy. Men något som Faith inte är beredd på händer - istället för att fly med Buffys kropp väcks något i Faith, hon känner av den kärlek och det ansvar Buffys liv innebär. Hon stannar därför för att hjälpa oskyldiga, vilket ger Buffy möjlighet att byta tillbaka kropparna. Förskräckt av insikten att ingen kan hata Faith mer än hon själv flyr Faith från staden.
Trots att Spike mot kontanter hjälpt gänget under året tackar han inte nej till att hjälpa Adam i slutstriden. Adam erbjuder sig att ta bort chipet som är inplanterat i Spikes huvud. Adam, som vill skapa ett släkte hybrider, planerar ett stort slag på The Initiative mellan militären och de fångade demonerna. Han vill få så många kroppsdelar som möjligt till sitt projekt. För att höja antalet döda bland demonerna vill han ha Buffy där. Men Adam vill att Buffy ska komma ensam, han vet hur farlig hon är tillsammans med sina vänner. Spike får därför i uppgift att splittra gänget, vilket inte är alltför svårt efter årets händelser. Giles har kommit till insikten att Buffy inte behöver honom längre. Redan i avsnittet A New Man leder den känslan till att han blir förvandlad till en demon efter en kväll på puben med den gamla kompisen och kaosdyrkaren Ethan. Xander känner sig övergiven när hans två bästa vänner börjar på college. I avsnittet Fear Itself tvingas gänget möta sin skräck i ett hemsökt hus. Man får veta att Xanders mardröm är att vara betydelselös och förbisedd. Willow är övertygad om att hennes vänner inte accepterar hennes nya flickvän Tara. Bråket leder till att Buffy konstaterar att hon inte längre vill bli sinkad av gänget, hon skulle klara sin uppgift bättre på egen hand. Innan Buffy hinner genomföra sin planlösa plan inser hon hur och varför Spike startat bråket. För att vinna mot omvärlden måste gänget hålla ihop, vad som än händer. Var och en av de fyra har något som krävs för att besegra Adam; Willows magi (ande), Xanders vilja (hjärta), Giles språkkunskaper (sinne) och Buffys styrka. Med magi förenas de fyra till en kraft mäktig nog att besegra Adam. Militären konstaterar att hela idén med The Initiative var ohållbar och stänger anläggningen för gott.
Efter att gänget tagit examen från high school tar deras liv olika riktningar, vilket ofta händer. Men det här gänget kommer att hålla ihop ändå, de är en del av varandra. Detta får man se bokstavligt se då de åkallar kraften från den allra första till den allra sista Dråparen. De behöver nämligen kraften som uppstår då samtliga Dråpare förenas. Men detta får konsekvenser, Den Första Dråparen kommer för att ta betalt. Men efter att ha hemsökt gänget i deras drömmar får hon ge upp mot Buffy. Trots att det är över är Buffy skakad, den första Dråparen har gett henne en tankeställare. Hon har aldrig tidigare funderat över var hennes kraft kommer ifrån eller vad den egentligen innebär.

## Avsnittsguide
| Nr i serien | Nr i säsongen | Titel                       | Regissör         | Manus                                    | Sändningsdatum   | Prod. kod | Tittarsiffror (miljoner) |
| --- | ------------- | --------------------------- | ---------------- | ---------------------------------------- | ---------------- | --------- | ------------------------ |
| 57 | 1             | "Freshman"                  | Joss Whedon      | Joss Whedon                              | 5 oktober 1999   | 4ABB01    | N/A                      |
| 58 | 2             | "Living Conditions"         | David Grossman   | Marti Noxon                              | 12 oktober 1999  | 4ABB02    | N/A                      |
| 59 | 3             | "Harsh Light of Day"        | James A. Contner | Jane Espenson                            | 19 oktober 1999  | 4ABB03    | N/A                      |
| 60 | 4             | "Fear Itself"               | Tucker Gates     | David Fury                               | 26 oktober 1999  | 4ABB04    | N/A                      |
| 61 | 5             | "Beer Bad"                  | David Solomon    | Tracey Forbes                            | 2 november 1999  | 4ABB05    | N/A                      |
| 62 | 6             | "Wild at Heart"             | David Grossman   | Marti Noxon                              | 9 november 1999  | 4ABB06    | N/A                      |
| 63 | 7             | "The Initiative"            | James A. Contner | Douglas Petrie                           | 16 november 1999 | 4ABB07    | N/A                      |
| I detta avsnitt visas organisationen The Initiative för första gången, även om den inte spelar så stor roll i just det här avsnittet. |               |                             |                  |                                          |                  |           |                          |
| 64 | 8             | "Pangs"                     | Michael Lange    | Jane Espenson                            | 23 november 1999 | 4ABB08    | N/A                      |
| 65 | 9             | "Something Blue"            | Nick Marck       | Tracey Forbes                            | 30 november 1999 | 4ABB09    | N/A                      |
| 66 | 10            | "Hush"                      | Joss Whedon      | Joss Whedon                              | 14 december 1999 | 4ABB10    | N/A                      |
| De mest skrämmande skurkarna genom alla tider, Gentlemännen, gör hela Sunnydale stumt för att deras offer inte skall bli hörda när de lemlästas och dödas. Buffy upptäcker dessutom att hennes pojkvän, Riley Finn, inte är en så enkel man som hon hade trott. |               |                             |                  |                                          |                  |           |                          |
| 67 | 11            | "Doomed"                    | James A. Contner | Marti Noxon & David Fury & Jane Espenson | 18 januari 2000  | 4ABB11    | 5.4                      |
| 68 | 12            | "A New Man"                 | Michael Gershman | Jane Espenson                            | 25 januari 2000  | 4ABB12    | N/A                      |
| 69 | 13            | "The I in Team"             | James A. Contner | David Fury                               | 8 februari 2000  | 4ABB13    | N/A                      |
| I det här avsnittet dyker säsongens skurk Adam upp för första gången. |               |                             |                  |                                          |                  |           |                          |
| 70 | 14            | "Goodbye Iowa"              | David Solomon    | Marti Noxon                              | 15 februari 2000 | 4ABB14    | N/A                      |
| 71 | 15            | "This Year's Girl"          | Michael Gershman | Douglas Petrie                           | 22 februari 2000 | 4ABB15    | N/A                      |
| 72 | 16            | "Who Are You?"              | Joss Whedon      | Joss Whedon                              | 29 februari 2000 | 4ABB16    | N/A                      |
| 73 | 17            | "Superstar"                 | David Grossman   | Jane Espenson                            | 4 april 2000     | 4ABB17    | N/A                      |
| Sunnydale är förhäxat av den person som är bäst i allt, Jonathan Levinson. |               |                             |                  |                                          |                  |           |                          |
| 74 | 18            | "Where the Wild Things Are" | David Solomon    | Tracey Forbes                            | 25 april 2000    | 4ABB18    | N/A                      |
| 75 | 19            | "New Moon Rising"           | James A. Contner | Marti Noxon                              | 2 maj 2000       | 4ABB19    | N/A                      |
| 76 | 20            | "The Yoko Factor"           | David Grossman   | Douglas Petrie                           | 9 maj 2000       | 4ABB20    | N/A                      |
| Spike spelar ett högt spel och slår kilar mellan de olika medlemmarna i scooby-gänget. |               |                             |                  |                                          |                  |           |                          |
| 77 | 21            | "Primeval"                  | James A. Contner | David Fury                               | 16 maj 2000      | 4ABB21    | N/A                      |
| Adam sätter hela sin stora plan i rullning och Buffy med vänner ger sig av till The Initiatives lokaler för att avvärja hotet från Adam. |               |                             |                  |                                          |                  |           |                          |
| 78 | 22            | "Restless"                  | Joss Whedon      | Joss Whedon                              | 23 maj 2000      | 4ABB22    | N/A                      |

## Hemvideoutgivningar
Hela säsongen utgavs på DVD i region 1 den 10 juni 2003.

### Fotnoter
1. ↑  ”Episode List: Buffy the Vampire Slayer”. TV Tango. http://www.tvtango.com/series/buffy_the_vampire_slayer/episodes?page=2. Läst 17 maj 2015.
2. ↑  ”Buffy the Vampire Slayer - Season 4” (på engelska). TV Shows on DVD. 10 juni 2003. Arkiverad från originalet den 9 oktober 2008. https://web.archive.org/web/20081009120915/http://www.tvshowsondvd.com/releases/Buffy-Vampire-Slayer-Season-4/2258. Läst 16 februari 2017.